# Kanton Saint-Médard-en-Jalles
Kanton Saint-Médard-en-Jalles (fr. Canton de Saint-Médard-en-Jalles) je francouzský kanton v departementu Gironde v regionu Akvitánie. Tvoří ho čtyři obce.

## Obce kantonu
- Le Haillan
- Saint-Aubin-de-Médoc
- Saint-Médard-en-Jalles
- Le Taillan-Médoc